# Kejawen
Kejawen, ook genoemd Kebatinan, Agama Jawa en Kepercayaan is een Javaanse religieuze traditie, bestaand uit een samensmelting van animistische, boeddhistische, hindoeïstische en islamitische, vooral soefi-geloven en -praktijken. Het is geworteld in de geschiedenis en het geloof van de Javaanse bevolking, en versmelt aspecten van verschillende religies .

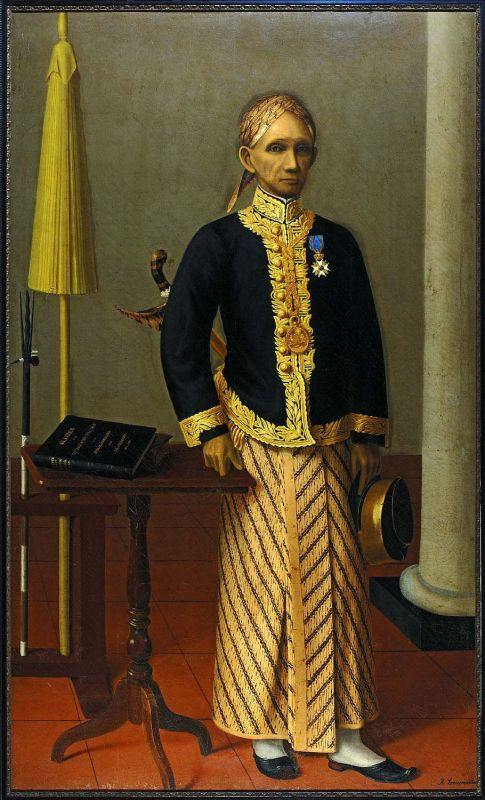
Olieverfschilderij van Raden Adipati Aria Koesoema Adiningrat (van 1839 tot 1886 regent van Galuh) die het klassieke type van de 19de-eeuwse bupati (regent) vertegenwoordigde, stammend uit een geslacht van hoge priyayi's (adel).

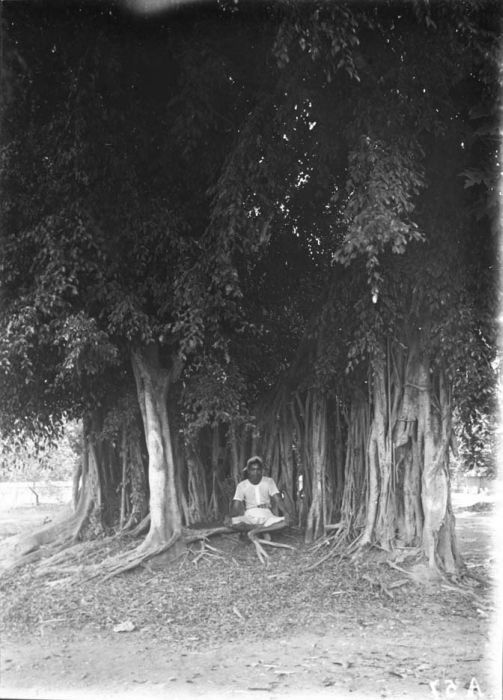
Een Javaan mediteert onder een Banyan boom.

## Principes
De aanhangers van kejawen zoeken naar evenwicht en het "ik". Daarbij staat gemoedsrust centraal. In de zoektocht naar innerlijke harmonie streven zij een metafysisch evenwicht in zichzelf na. Ook harmonie met het universum en een veronderstelde almachtige god zijn belangrijke elementen.

## Beoefenaars
Kejawen kan door de aanhangers van iedere godsdienst worden beoefend. Volgens het boek The Religion of Java van Clifford Geertz (1960) kan de Javaanse bevolking worden opgedeeld in een drietal groeperingen: de abangan, de santri en de priyayi.
- De abangan zijn nominaal moslim, maar laten zich leiden door het oude volksgeloof of kejawen. Daarin wordt alles in de natuur bezield gezien. "Flora en fauna hebben evenals de mens een ziel, die echter meer dan bij de mens in het materiële bestaan verzonken is. Daardoor kunnen bepaalde dieren en planten schadelijk zijn...". De Godheid staat daarboven in serene rust en biedt geen hulp. Er resten de abangan twee mogelijkheden. "Eerst die van het offer en spreuk, in latere tijd de mogelijkheid van overgave - rela en aanbidding - bekti. Deze grondideeën keren in de 20e-eeuwse mystieke groepen terug, zijn wellicht nooit afwezig geweest."[2]
- De Santri zijn de orthodoxe moslims.
- De Priyayi zijn de afstammelingen van de erfelijke aristocratie van de Javaanse vorstenhuizen van Djogja- en Surakarta. Op hun beurt erfgenamen van veel oudere hindoeïstische vorstenhuizen. De Nederlandse kolonialen wisten een deel van de Javaanse aristocraten aan het begin van de koloniale overheersing voor zich te winnen door hen een eigen machtspositie te geven. Zij stelden zich daardoor minder afhankelijk op van hun vorsten, de Soesoehoenan van Soerakarta en de Sultan van Djokjakarta. Veel van het bestuurlijke apparaat werd aan hen overgelaten. Door hun collaborerende houding wekten zij de achterdocht van de orthodoxe moslims, de zogeheten Santri. In dit verband kan het kortlevende koninkrijk Gadjah-Mada op de vlakte van Singhasari, bij Palang, een leen, Mada geheten, dat door Vorst Rajasanagara werd gegeven aan de hindoeïstische krijgsman Gadjah Mada worden genoemd. Het werd rond 1636 door Sultan Agoeng veroverd. Deze kraton zou de mataramse hoven hebben voorzien van de zogenaamde Gadjah-mati's, een ambtenarenstand[3].

Vanwege de nog steeds aanwezige hindoeïstische achtergrond staan orthodoxe moslims minder welwillend tegenover de Kejawen. Dertig procent van de Javanen hangt een sterk syncretistische en gejavaniseerde versie van de islam aan. De rest noemt zich weliswaar islamiet, maar staat het dichtst bij de oud-Javaanse hindoeïstische traditie.

## Leraren
Kejawen bestaat uit honderden mystieke stromingen, aliran kebatinan (aliran = stroming, kebatinan = mystiek), of kepercayaan (= geloof) genoemd, rond een gezaghebbende of charismatische leraar. De meeste van deze stromingen verdwijnen bij de dood van hun stichter. Sommige overleven en behouden hun naam. Maar gewoonlijk splitsen de volgelingen zich op in kleinere groepen die geen contact met elkaar onderhouden.". De graven van de leraren worden wel in ere gehouden en vaak bezocht.
De belangrijke goeroe's dragen vaak een Javaanse adellijke titel. De moeder van de stichter van Subud was nazaat van prins Purbokusumo, een afstammeling van Soenan Kalidjogovan Kadilangu van Demak. Zijn vader was een kleinzoon van Kiai Muhammad Abubakar, die oorspronkelijk prins Sajid Muhammad Abubakar van Djokjakarta was. Ook de mystieke beweging die als "Pangestu"bekend is geworden, is door aristocraten gesticht.
Het Javaanse volksgeloof, de abangan, heeft sporen in de kejawen nagelaten. In die zin is kejawen syncretisch. Vanouds wordt op Java sterkte nadruk gelegd op synthese van overtuigingen en geloven. Dat betekent in praktijk dat men twee tegenstrijdige overtuigingen tegelijk kan aanhangen. De Javaanse wijsbegeerte combineert idealen van menselijke wijsheid (wicaksana), de psyche (waskita) en perfectie (sempurna). De aanhanger van kejawen leert zijn passies en driften te controleren. De kejawen legt ook de nadruk op ascese en het verwerpen van rijkdom en comfort. Het doel is verlichte harmonie en eenheid met de geest van het universum.
De Javaanse intelligentsia wordt geïdentificeerd met priyayi klasse, die vanouds veel bestuursambtenaren kent. Aan hen wordt een edel en zuiver karakter toegeschreven. Zij vertegenwoordigen immers de oorspronkelijke Hindu-Javaanse hoftradities uit vroeger eeuwen die zich kenmerkte door de zeer verfijnde etikette, de dans- drama-, muziek- en poëtische kunsten - maar bovenal de mystiek die geleerd werd van vereerde hofgoeroe's.

## Wajang
Het populaire geestelijke wajang spel had eens geestelijke achtergronden. De lamp in het schaduwspel symboliseert bijvoorbeeld de allesomgevende kracht van God. De wajang verhalen zijn gebaseerd op het Indiase epos Mahabharata en de populaire Ramayana.

## Geschiedenis
In Nederlands-Indië zijn tal van studies naar kejawen gedaan waarvan de resultaten in het Nederlands verschenen. Deze bronnen blijken nog steedse van waarde. Onder de Engelse verhandelingen is een vertaald boek verschenen van Prof. Antoon Geels, van de Lund Universiteit: "Subud and the Javanese mystical tradition".
In de 16e eeuw ontstonden op Java mystieke broederschappen - de Tarekats - van o.a. de Naqshabandiyya, Qadiriyya en Shattariyya, alle soefi-richtingen. De soefi-orden vonden door hun mystiek aansluiting bij de belevingswereld van de Javanen. De functie van de Arabische sheikh werd de Javaanse kiai of seh. In pesantrèn scholen werd voordracht uit de Koran onderwezen, maar ook de pencak silat, een vechtsport en de dikir. De dikir begint met zingen en herhalen van uitroepen als Allah Akbar. Er zijn ook concentratie- en ademhalingsoefeningen. Hierbij wordt een totaal Godsbewustzijn nagestreefd. Deze dikir en de oefeningen zijn Javaanse aanpassingen van soefi-disciplines.
In het midden van de 19e eeuw kwam onder andere door veelvuldiger contact met het Midden-oosten een hervormingsbeweging op gang. Dit leidde tot een kloof tussen orthodoxe en nominale moslims. Het vermengen van islam met gebruiken uit het oude geloof werd en wordt veroordeeld. Verworpen wordt het geloof in de eenheid van mens en God, in rasa (gevoel) boven akal (rede) en begrip voor waarheden buiten de islam.
In het midden van de 20e eeuw kwam door veelvuldiger contact met het Midden-oosten een religieuze en politieke hervormingsbeweging op gang. Dit leidde tot een kloof tussen orthodoxe en nominale moslims. Het vermengen van islam met gebruiken uit het oude geloof werd en wordt door strenge moslims veroordeeld. Zij verwerpen ook het geloof in de eenheid van mens en God, het waarderen van rasa wat voor intuïtie en gevoel staat boven de akal of rede die de basis van de bevindelijke kejawn is. De fundamentalisten geloven niet in waarheden buiten de Koran en zij hebben geen waardering voor een moslim die waarheden buiten de islam zoekt of aanvaardt.
In het onafhankelijke Indonesië is het Javaanse mysticisme meer en meer in de belangstelling van antropologen komen te staan.
De regering van Indonesië houdt ondanks een nominale scheiding van kerk en staat streng toezicht op religieuze activiteiten. Met de vele naast elkaar levende volkeren en godsdiensten is religie een potentiële bron van politieke en maatschappelijke onrust. Religieuze richtingen staan geregistreerd bij het semi-officiële HPK (Himpunan Penghayat Kepercayaandat) op haar beurt weer onder toezicht staat van het PAKEM (Pengawas Aliran Kepercayaan Masyarakat), onderdeel van het Ministerie van Cultuur en Onderwijs in Jakarta. Van alle stromingen wordt geëist dat zij voldoen aan de Indonesische staatsideologie, de Panca Sila. Daarin wordt geloof in God, nationaal bewustzijn, humanisme, sociale rechtvaardigheid en democratie beschreven als het geestelijk fundament van de natie.
De in 1970 opgerichte SKK (Sekretariat Kerjasama Kepercayaan, voorganger van de HPK) heeft getracht officiële overheids-erkenning te verkrijgen. Bewegingen zoals Subud en Pangestu maakten bezwaar tegen bepaalde magische handelingen bij sommige van de aangesloten kepercayaan. De erkenning is niet tot stand gekomen.
Het was een publiek geheim dat zowel Soekarno als Soeharto aanhangers waren van kejawen. Soeharto ging later, om politieke redenen, een meer islamitische koers varen. De laatste jaren is kejawen weer in opkomst als tegenbeweging op de groeiende invloed van de orthodoxe islam. Kejawen wordt bovendien beschouwd als de religie van het pre-islamitische Majapahit koninkrijk dat voor veel nationalistische Indonesiërs en Javanen als voorbeeld van een grote Indonesische natie geldt.

## Praktijk
Het dagelijks leven van de Javaan is doortrokken van de "ilmu kejawen". Men verwacht door beoefening van mystiek genezing, zwangerschap, bovennatuurlijke gaven, materiële welvaart en wahyu, goddelijke uitstraling te krijgen. "Jongens doen semèdi (meditatie soms vergezeld van vasten en waken,) voor hun schoolexamens om met hoge cijfers te slagen. Meisjes vasten en mediteren om een man te vinden en van sommige politici wordt gezegd dat zij mediteren voor een hogere functie.".
De belangrijkste bijeenkomst is de selamatan. Een rituele maaltijd, volgens antropologen typisch animistisch. De selamatan maakt deel uit van de Javaanse kosmologie: de mens wordt omringd door geesten en goden, verschijningen en mysterieuze bovennatuurlijke krachten die hem, tenzij hij de juiste voorzorgen neemt, ongeluk kunnen brengen.
De genuttigde spijzen zijn eigenlijk bedoeld als een offergave aan de geesten
Na een overlijden worden spijzen aan de ziel van de dode geofferd op de 3e, 7e, 40e en 100e dag na het overlijden. Men offert ook en op de eerste en tweede verjaardagen van de overledene na diens dood spijzen. De laatste maal gebeurt dat op de 1000e dag na het overlijden. Dit hangt samen met het geloof dat de ziel na die datum desintegreert of reïncarneert. Dit in tegenstelling tot de islamitische leer dat de ziel de hemel of de hel wacht.
Het vereren en "voeden" van de familieschatten of pusaka, met name de als bezield ervaren kris speelt ook een rol in de rituelen.
De islam die Java via Indiase kooplieden vanuit Malakka en Sumatra in de 15e eeuw bereikte droeg al sporen van hindoe en ishmaili shi'ah invloeden. Op Java werd het verder omgevormd en geadapteerd. Oorspronkelijk Javaanse animistische elementen werden opgenomen. De soefi mystiek speelde bij de acceptatie een grote rol. Zij werd het beste begrepen en geapprecieerd. De islamistische mystiek vond ingang bij de hindoeïstische Javaanse vorstenhoven en won daardoor in prestige.
Een typisch Javaans gebruik is dat van de naamsverandering. Men gelooft dat de naam direct verband houdt met de lotsbestemming, en dat er een innerlijk conflict ontstaat als iemand geen juiste naam draagt. Als iemand het gevoel heeft voortdurend door het noodlot te worden getroffen, dan verandert hij zijn naam. De Javaanse vorsten veranderden van naam en titel wanneer zij ouder werden en ook wanneer hun prestige steeg.
Nieuwe geestelijke stromingen worden in verband gebracht met de oude Javaanse mystiek. Socioloog Prof. J.M. van der Kroef schrijft dat Suboed een voortzetting, of uitbreiding is van "traditionele en mystieke patronen die voortkomen uit de Javaanse hoven. Zij worden voornamelijk, uitzonderingen daargelaten, door de aristocratie verbreid."

### Subud
In de Subud beweging staat een geestelijke oefening, de latihan centraal. Deze is bedoeld als reiniging van lichaam en geest. Door deze regelmatig te beoefenen wordt de mens zich bewust van al de verschillende krachten die inwerken op de verbeelding, het bewustzijn en het denken. Door niet aflatende oefening zullen de krachten zich scheiden en hun juiste plaats weer terugvinden. De mens zal dan in staat zijn datgene te doen wat in harmonie is met zijn ziel. Welk werk de mens dan ook doet, het zal doordrongen zijn van de levenskracht. Zijn leven en werk zal een pad worden om God te aanbidden. Bij zijn dood keren alle levenskrachten terug naar hun respectievelijke werelden. De Javaanse mystiek is transcendent en wordt verkondigd in een taal die ver afstaat van Westerse tradities. In de kejawen wordt aan het intellect slechts een dienende functie toegekend. De aanhangers zijn dan ook niet in logica geïnteresseerd.

### Sumarah
Een beweging die veel gemeen heeft met subud is sumarah (overgave).
De stichter is Sukinohartono. Na in 1932 tot een subudschool zijn toegetreden onderging hij een openbaring, tussen 1935 en 1937 gevolgd door andere bovenzinnelijke ervaringen. Na een intense latihan begreep hij dat hij leiding zou ontvangen door hakiki en de aartsengel Gabriël. Hij werd volgens eigen zeggen door negen geestelijke sferen geleid en had ontmoetingen met Jezus Christus en de profeet Mohammed. De negen dimensies die hij doorging komen overeen met de sferen die in de klassieke mystieke literatuur behandeld worden en de beschrijvingen die in de wajang en soefisme worden verkondigd.
In 1949 onderging Sukinohartono nogmaals een openbaring. Buren vertelden dat zij 's nachts een hemels licht op Sukino's huis hadden zien neerdalen."